# Armand Havet
Armand Étienne Maurice Havet (1795 Rouen – 1. července 1820 Yvoudron) byl francouzský lékař, cestovatel a botanik.

## Život a kariéra
Armand Havet po ukončení školy v Rouenu odešel do Paříže, kde studoval medicínu, anatomii a přírodní vědy (především botaniku).
Jako vítěz speciálního konkurzu byl, 4. května 1819, jmenován vládním přírodovědcem-objevitelem. Poté, co získal medicínský doktorát, odcestoval na vědeckou expedici na Madagaskar. Nalodil se 24. ledna 1820 se svým bratrem M. Nicolem a přírodovědcem Godefroyem na loď Panthère, a zakotvil 8. června 1820 v zátoce Tamatave. Zabýval se sběrem faktů o místní flóře, fauně i obyvatelích. Po týdnu zemřel jeho bratr. Další den onemocněl i sám Havet a zemřel ve vesnici Yvoudron. Jeho tělo bylo převezeno do Tamatave, kde byl slavnostně pohřben.

## Dílo
- Le dictionnaire des ménages : ou, Recueil de recettes et d'instructions pour l'économie domestique, Paříž, Blanchard, 1822
- Le moniteur médical, ou secours et remèdes à donner avant l'arrivée du médecin, Paříž, Blanchard, 1820